# Orthotrichum elegantulum
Orthotrichum elegantulum är en bladmossart som beskrevs av W. P. Schimper och Mitten 1869. Orthotrichum elegantulum ingår i släktet hättemossor, och familjen Orthotrichaceae. Inga underarter finns listade i Catalogue of Life.